# بالگردگاه کرسسنت-اودل لیکس
بالگردگاه کرسسنت-اودل لیکس (به انگلیسی: Crescent-Odell Lakes RFPD Heliport) یک فرودگاه خصوصی است . این فرودگاه در کشور ایالات متحده آمریکا قرار دارد و در ارتفاع ۱۴۴۷ متری از سطح دریا واقع شده‌است.